# Nerium indicum
Nerium indicum är en oleanderväxtart. Nerium indicum ingår i släktet oleandrar, och familjen oleanderväxter. Utöver nominatformen finns också underarten N. i. indicum.